# Abadía de Benediktbeuern
La Abadía de Benediktbeuern (en alemán: Kloster Benediktbeuern) es un monasterio de la orden de los Salesianos de Don Bosco, originalmente un monasterio de la orden benedictina, en Benediktbeuern, en Baviera, cerca de la Kochelsee, 64 km al suroeste de Múnich, en la zona sur de Alemania. Es el hogar de las canciones de Beuern, es decir, de los Carmina Burana.
Es el monasterio más antiguo y uno de los más bellos de la Alta Baviera.
El primer monasterio, dedicado a los santos Santiago y Benedicto, se fundó en torno a los años 739/740 como una abadía benedictina y fue obra de miembros de la Huosi, un clan noble de Baviera, que también proporcionaron los tres hermanos que sirvieron uno tras otro como los tres primeros abades, tradicionalmente, llamados Lanfrid, Waldram (o Wulfram) y Eliland, durante casi un siglo. La iglesia abacial se declaró "basílica menor" en 1972.[cita requerida]

## Desde 1930
Desde 1930, los edificios son utilizados por los Salesianos, de los cuales unos 40 viven y trabajan aquí. El antiguo claustro se utiliza para conferencias, conciertos y eventos.
El Meierhof, la antigua «casa del mayordomo» de la abadía, se ha restaurado para convertirla en el Centro de Medio Ambiente y Cultura Benediktbeuern, con salas de conferencias y alojamiento para huéspedes. En el recinto también hay un albergue juvenil y una sucursal de la Universidad Católica de Múnich. Los peregrinos se alojan en la hospedería del monasterio. Los peregrinos del Camino de Santiago y los ciclistas de la Ruta del Lago de Constanza-Königssee pasan por Benediktbeuern.
La iglesia abacial fue declarada «basílica menor» en 1972.

## Evento meteorológico extremo de 2023
El 26 de agosto de 2023, como consecuencia de una tormenta con granizo y fuertes lluvias, se vieron afectados todos los edificios del complejo, incluida la basílica y la capilla Anastasia. Casi todos los tejados quedaron destruidos, se rompieron numerosas ventanas y las fachadas sufrieron daños. Los daños en el tejado también provocaron la entrada de agua por absorción en la estructura histórica de madera del edificio, por lo que se considera que algunas partes corren riesgo de derrumbarse. En un primer balance, el monasterio cifra los daños totales en una cantidad «elevada, de dos dígitos». Las instalaciones fueron completamente evacuadas y cerradas hasta nuevo aviso.

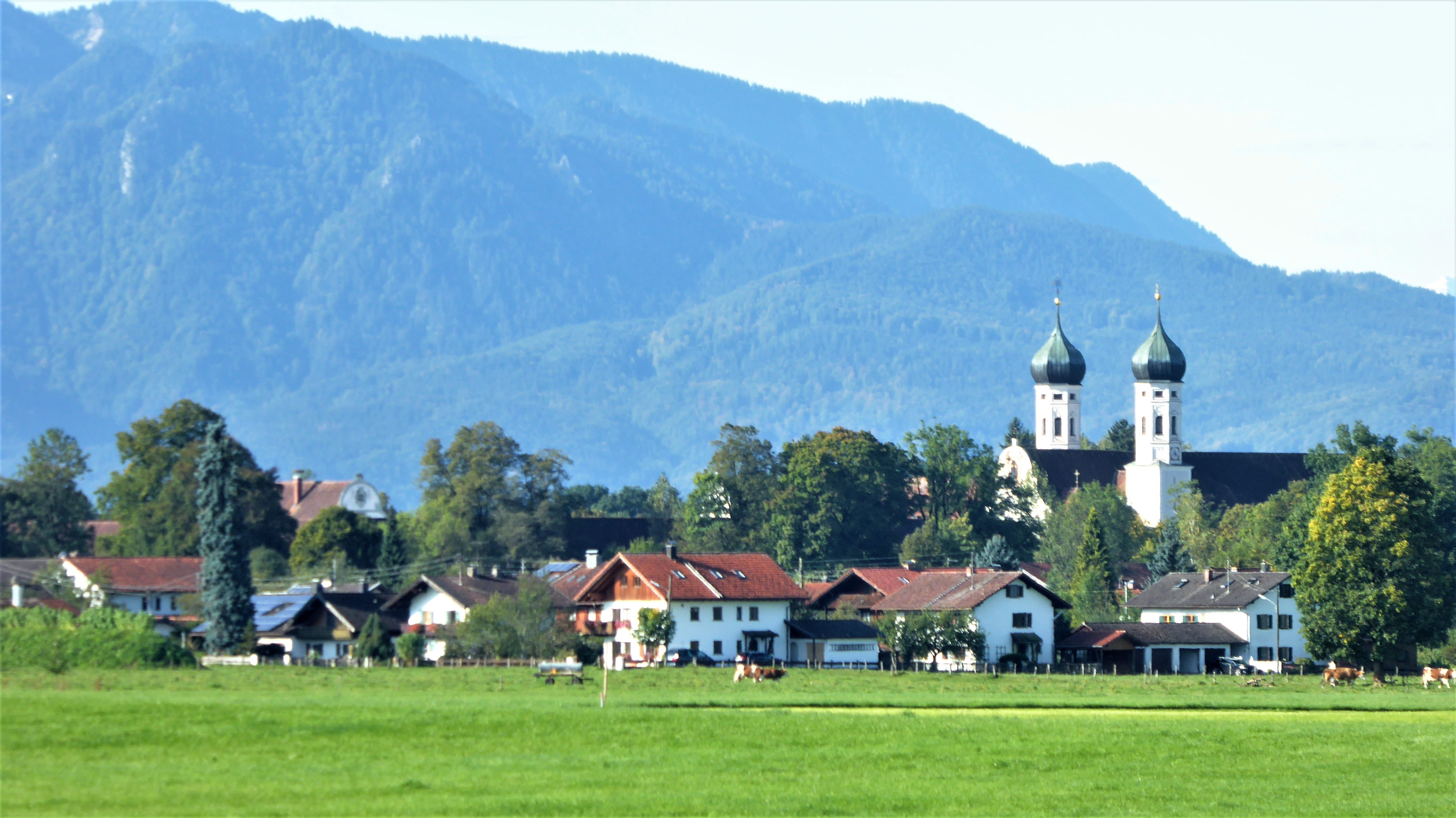
Vista del monasterio de Benediktbeuern desde el norte